# Х-55
Х-55 (кирилична «Х» у назві; загальновійськова назва — РКВ-500, за кодифікацією НАТО — AS-15 Kent) — радянська стратегічна авіаційна крилата ракета. Розроблена в дубненському МКБ «Радуга» в кінці 1970-х — початку 1980-х років. Носіями ракети є стратегічні бомбардувальники Ту-95, Ту-160. Здійснює політ на дозвукових швидкостях на гранично малих висотах з огинанням рельєфу місцевості. Призначена для застосування проти стратегічно важливих стаціонарних наземних цілей із заздалегідь відомими координатами.
Перший пуск Х-55 з переобладнаного літака Ту-95М-55 відбувся 23 лютого 1981 р.

## Історія
Під час розробки мала індекс «виріб 120».[джерело?]

## Модифікації
- Х-55 — базовий варіант «виріб 120».[3]
- Х-55ОК — («виріб 124») з'явилися в кінці 80-х, в серію не пішли.[4][2]
- Х-55СМ — («виріб 125», РКВ-500Б, AS-15b) ракета збільшеної дальності до 3500 км. На озброєнні (СРСР) з 1987 року.[4][5]
- Х-65С — радянська модернізація Х-55, проєкт був призупинений та з наступною забороною експорту на початку 90-х. Від Х-55 відрізняється трьохгранним перерізом нової носової частини, що дало місце для більшого антенного блока АРГСН, нового обчислювального комплексу і нової бойової частини.[6]
- Х-555 — російська КР, є глибокою модернізацією радянської Х-55.[1] Випробування КР Х-555 розпочалися у 2000-х р. на озброєння в РФ прийнята 2010 р. Х-555 відрізняється від Х-55 новою системою керування. Система навігації АРГСН, ГІСУ (інерціальна автокореляційна з корекцією по рельєфу і супутникова навігація).[6]
- Коршун-2 — український перспективний проєкт дозвукової крилатої ракети, створюється на основі технології радянської крилатої ракети Х-55.

## Технічні характеристики
| Параметр                              | Х-55                   | Х-55СМ                 | Х-65С                    | Х-555                  |
| ------------------------------------- | ---------------------- | ---------------------- | ------------------------ | ---------------------- |
| Довжина, м                            | 5,88                   | 6,04                   | 6,04                     | 6,04                   |
| Діаметр корпусу, м                    | 0,514                  | 0,77                   | 0,514                    | 0,77                   |
| Розмах крил, м                        | 3,1                    | 3,1                    | 3,1                      | 3,1                    |
| Стартова маса, кг                     | 1195                   | 1455*                  | 1200                     | 1280 (1500**)          |
| Маса бойової частини, кг              | 410                    | 410                    | 410                      | 410                    |
| Потужність бойової частини, Кт        | 200-500                | 200-500                |                          | 200-500                |
| Дальність польоту, км                 | 2500                   | 3500                   | 250…280                  | 2000***                |
| Двигун                                | ТРДД Р95-300 / ТРДД-50 | ТРДД Р95-300 / ТРДД-50 | ТРДД Р95-300 / Р95ТМ-300 | ТРДД Р95-300 / ТРДД-50 |
| Швидкість польоту, км/год             | 720-830                | 720-830                | 720-830                  | 720-830                |
| Висота пуску, м                       | 200-12000              | 600-12000              | 200-10000                | 200-12000              |
| Висота польоту на маршовій ділянці, м | 40-110                 | 40-110                 | 40-110                   | 40-110                 |
| Точність (КІВ), м                     | до 100                 | до 20                  | 100                      | 100                    |
| Система наведення                     |                        |                        | АРГСН, ГІСУ              | АРГСН, ГІСУ            |

* у тому числі 260 кг пального в конформних паливних баках.
** у тому числі 220 кг пального в конформних паливних баках.
*** без конформних паливних баків.

## Історія експлуатації
В кінці 1999 року Україна передала Росії як оплату за постачання природного газу 575 ракет Х-55 і Х-55СМ.
В російських ВПС всі сили ДА обєднанні були в 37-ю ВА. До її складу до липня 2001 р. було 63 літаки Ту-95МС з 504 ракетами Х-55 що числилися за ними, а також 15 Ту-160.

## Бойове застосування

### У російській інтервенції в Сирію
Застосовувалися для авіаційних ударів російських ВКС по об'єктах у Сирії в листопаді 2015 року (носії — Ту-95МС та Ту-160). Зокрема 17 листопада 2015 року було застосовано Х-555 бомбардувальниками Ту-95МС по провінціях Ідліб та Алеппо на північному-заході Сирії.

### Російсько-українська війна
Х-55 і Х-555 використовуються РФ для обстрілу України.
18 березня 2022 року імовірно російськими ракетами Х-55 завданий удар по авіаремонтному заводу у Львові.
Під час масованих ракетних обстрілів були неодноразово зафіксовані випадки застосування (зокрема, 26 січня 2023 року) ракет Х-55 з імітаторами ядерної бойової частини аби перенаситити протиповітряну оборону України хибними цілями.
Вночі 09.05.2023, ворог атакував Київ крилатими ракетами X-101/X-55. Сучасними засобами ПРО та ППО над Києвом було знищено 15 із 15 ракет. Уламки однієї з ракет X-55 впали у Голосіївському районі міста Києва та ще однієї X-55 на подвір'ї: на Київщині.
31 березня 2024 року на Рівненщині винищувальна авіація Повітряних сил Збройних Сил України збила ворожу крилату ракету Х-55СМ за допомогою ракети класу «повітря-повітря» Р-27, яка, як виявилося, була обладнана імітатором ядерної бойової частини.